# Micragrotis allaudi
Micragrotis allaudi là một loài bướm đêm trong họ Noctuidae.